# Hügelgräberheide Halle-Hesingen
Hügelgräberheide Halle-Hesingen este o arie protejată (arie specială de conservare — SAC, sit de importanță comunitară — SCI) din Germania întinsă pe o suprafață de 20 ha, integral pe uscat.

## Localizare
Centrul sitului Hügelgräberheide Halle-Hesingen este situat la coordonatele 52°27′06″N 6°52′44″E / 52.4517°N 6.8789°E.

## Înființare
Situl Hügelgräberheide Halle-Hesingen a fost declarat sit de importanță comunitară în iunie 2000 pentru a proteja un număr necunoscut de specii din flora spontană și fauna sălbatică aflate în arealul zonei. Situl a fost protejat și ca arie specială de conservare în martie 2017.

## Biodiversitate
Situată în ecoregiunea atlantică, aria protejată conține 2 habitate naturale: Pajiști uscate europene, Păduri acidofile de stejar bătrân cu Quercus robur pe câmpii nisipoase.
La baza desemnării sitului se află un număr nedeclarat de specii protejate.